# Boogie On Reggae Woman
Singles de Stevie Wonder
You Haven't Done Nothin'
(1974) I Wish
(1976)
Boogie On Reggae Woman est une chanson funk de l'auteur-compositeur-interprète américain Stevie Wonder sortie en 1974.
Sélectionnée en tant que second single issu de son album Fulfillingness' First Finale, la chanson atteint la 3e place du Billboard Hot 100 et la 1re position du classement Hot R&B.
Stevie Wonder remporte le prix de la meilleure performance vocale R&B masculine pour ce titre lors de la 17e édition des Grammy Awards.

## Composition
Au début des années 1970, Wonder vient de renégocier son contrat chez Motown lui permettant une certaine liberté dans ses compositions. Après le succès de You Haven't Done Nothin', il décide de produire un titre plus léger avec Boogie On Reggae Woman. Contrairement à ce que pourrait laisser croire son titre, le morceau est de style funk/R&B et non boogie ou reggae.
La chanson contient une importante partition à l'harmonica dont la particularité est d'être destinée à un harmonica diatonique (de type A-flat) et non un harmonica chromatique.

Dans une interview réalisée en 2004, Malcolm Cecil, collaborateur de Wonder raconte :
On essayait de programmer [le TONTO] et Stevie disait "Non, mon gars, non, il y a quelque chose qui ne va pas". Bob dit "Ok, ok". Il manipule un filtre, l'ouvrant complètement [...] Et Stevie dit "Arrête! Arrête! C'est ça!". Et Bob répond "Non, non, je n'ai pas terminé!". Stevie insiste "Si, c'est bon. Ne touche plus à rien, à rien !". C'est ainsi qu'on obtint ce son particulier, avec un filtre totalement ouvert. Bob et moi voulions un peu plus de ... finesse et Stevie voulait justement ce son plus 'déchiré' !
Le single est produit par Stevie Wonder et diffusé le 23 octobre 1974 chez Tamla (référence T54254F). En face B, le titre Seems So Long est également une composition de Wonder. Dans la version sortie au Royaume-Uni, Boogie On Reggae Woman est accompagné en face B de Evil, une chanson coécrite avec Yvonne Wright, déjà diffusée aux États-Unis deux ans auparavant en guise de face B de son single Keep on Running. 

### Personnel
- Stevie Wonder – chant, Fender Rhodes, piano, harmonica, Moog, percussions[8]
- Rocky Dzidzornu (en) – congas[9]
- Malcolm Cecil, Robert Margouleff - ingénieurs son

## Classements et récompenses

### Classement hebdomadaire
| Classement (1974)              | Meilleure position |
| ------------------------------ | ------------------ |
| États-Unis (Billboard Hot 100) | 3                  |
| États-Unis (Billboard Hot R&B) | 1                  |
| Finlande                       | 30                 |
| Royaume-Uni (OCC)              | 12                 |

### Classement annuel
| Classement (1975)               | Meilleure position |
| ------------------------------- | ------------------ |
| États-Unis (Billboard Year-End) | 26                 |

### Prix
En 1975, Stevie Wonder remporte le prix de la meilleure performance vocale R&B masculine pour ce titre lors de la 17e cérémonie des Grammy Awards.

## Réception
Pour Billboard, la chanson possède un beat irrésistible, une mélodie virale et l'essence des Caraïbes.
Cash Box dit qu'il s'agit d'une "chanson avec un goût de reggae aux arômes épicés joint au style inimitable de Stevie" et parle d'un "Wonder y ajoutant une instrumentation et une dose de funk parfaitement calibrée".
Pour Rolling Stone, la chanson possède l'une des lignes de basse au Moog parmi les plus mémorables de l'histoire de la musique.

## Reprises
Informations issues de Second Hand Songs, sauf mentions contraires.
Boogie On Reggae Woman compte plus d'une trentaine de reprises, dont :
- Rune Gustafsson sur Rune Gustafsson Plays Stevie Wonder (1975)
- The Slickers (en) sur Many Rivers to Cross (1976)
- Stanley Turrentine sur Wonderland - Stanley Turrentine Plays the Music of Stevie Wonder (1987)
- Chuck Brown & The Soul Searchers sur Live '87 (1987), renommé Boogie On Go-Go Woman
- Merl Saunders sur Live - Still Having Fun (1995)
- Larry Goldings sur Whatever It Takes (1995)
- Phish sur Hampton Comes Alive (1999)
- Frédéric Yonnet sur Front & Center (2004)
- Marcus Miller sur Silver Rain (2005)
- Pee Wee Ellis sur Different Rooms (2006)
- Stig Rossen (en) sur The Way You Make Me Feel (2012)

### Adaptations en langue étrangère
| Année | Langue    | Titre                 | Adaptation      | Interprète(s) |
| ----- | --------- | --------------------- | --------------- | ------------- |
| 1975  | Suédois   | Hurra för reggae-takt | Lars Nordlander | Zandra        |
| 1975  | Norvégien | Varm Pølse Reggae     | G. Johansen     | Torry Enghs   |

### Échantillonnage
Informations issues de WhoSampled, sauf mentions contraires.
- Andy Clark (en)[18], dans It's Me sur Night Sensations (1982)
- Biz Markie, dans The Do Do sur Biz Is Goin' Off / the Do Do (1988)
- Beatie Boys, dans Dis Yourself in '89 (Just Do It) sur Love American Style EP (1989)